# ニーメントウスキーのキノリン合成
ニーメントウスキーのキノリン合成（Niementowski quinoline synthesis）は、アントラニル酸とケトン（またはアルデヒド）からγ-ヒドロキシキノリン誘導体を合成する化学反応である。いくつか総説が発表されている。